# Valea Ciorii
Valea Ciorii is een Roemeense gemeente in het district Ialomița.
Valea Ciorii telt 1956 inwoners.